# Bundesregierung Gorbach II
Die österreichische Bundesregierung Gorbach II wurde von ÖVP und SPÖ nach der Nationalratswahl vom 18. November 1962 vereinbart; die Verhandlungen zogen sich bis in den März 1963. Bundespräsident Adolf Schärf ernannte das Kabinett am 27. März 1963. Es trat am 25. Februar 1964 zurück, weil die ÖVP den ihr angehörenden Bundeskanzler auswechseln wollte, und wurde vom Bundespräsidenten bis 2. April 1964 mit der Fortführung der Geschäfte betraut.
| Bundesminister (für)                | Amtsinhaber                                                 | Partei  | Staatssekretär                                                                           |
| ----------------------------------- | ----------------------------------------------------------- | ------- | ---------------------------------------------------------------------------------------- |
| Bundeskanzleramt                    | Bundeskanzler: Alfons Gorbach Vizekanzler: Bruno Pittermann | ÖVP SPÖ |                                                                                          |
| Inneres                             | Franz Olah                                                  | SPÖ     | Otto Kranzlmayr (ÖVP) (bis 5. November 1963), Franz Soronics (ÖVP) (ab 5. November 1963) |
| Justiz                              | Christian Broda                                             | SPÖ     | Franz Hetzenauer (ÖVP)                                                                   |
| Unterricht                          | Heinrich Drimmel                                            | ÖVP     |                                                                                          |
| Soziale Verwaltung                  | Anton Proksch                                               | SPÖ     |                                                                                          |
| Finanzen                            | Franz Korinek                                               | ÖVP     |                                                                                          |
| Land- und Forstwirtschaft           | Eduard Hartmann                                             | ÖVP     |                                                                                          |
| Handel und Wiederaufbau             | Fritz Bock                                                  | ÖVP     | Eduard Weikhart (SPÖ) Vinzenz Kotzina (ÖVP)                                              |
| Verkehr und Elektrizitätswirtschaft | Otto Probst                                                 | SPÖ     |                                                                                          |
| Landesverteidigung                  | Karl Schleinzer                                             | ÖVP     | Otto Rösch (SPÖ)                                                                         |
| Auswärtige Angelegenheiten          | Bruno Kreisky                                               | SPÖ     | Ludwig Steiner (ÖVP)                                                                     |